# Haselbachtal (Landschaftsschutzgebiet, Welzheimer Wald)
Das Haselbachtal ist ein vom Regierungspräsidium Stuttgart am 29. Dezember 1975 durch Verordnung ausgewiesenes Landschaftsschutzgebiet auf dem Gebiet der Stadt Alfdorf im Rems-Murr-Kreis sowie der Städte Schwäbisch Gmünd und Lorch und der Gemeinde Mutlangen im Ostalbkreis.

## Lage und Beschreibung
Das Landschaftsschutzgebiet liegt zwischen Alfdorf, Lorch und Mutlangen und umfasst das Tal des örtlich auch Haselbach genannten Rems-Zuflusses Schweizerbach sowie dessen Nebentäler. Es gehört zum Naturraum Schurwald und Welzheimer Wald.

## Landschaftscharakter
Das Schutzgebiet ist überwiegend bewaldet, lediglich in den Talsohlen entlang der Gewässer sowie um die Gehöfte und Ortschaften sind größere Offenlandbereiche vorhanden, vornehmlich Grünlandflächen. Die Talhänge sind stark zerklüftet, die zahlreichen Quellbäche sind zumeist als Klingen ausgebildet.

## Zusammenhängende Schutzgebiete

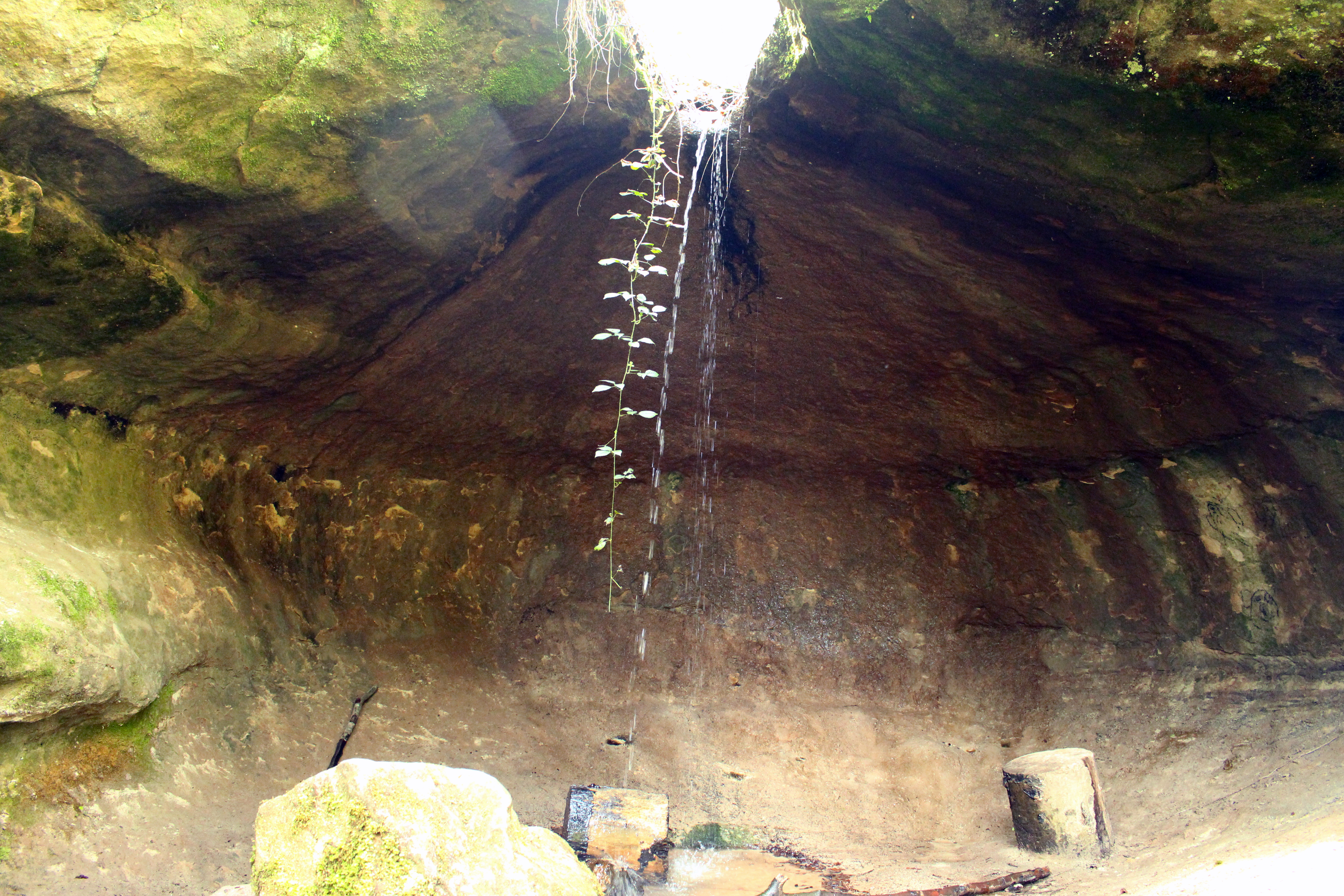
Schillergrotte

Innerhalb des Landschaftsschutzgebiets sind mehrere Naturdenkmäler, flächenhafte Naturdenkmäler sowie der Schonwald Schillergrotte ausgewiesen. Der nordwestliche Teil gehört zum Naturpark Schwäbisch-Fränkischer Wald.